# Humán 2-es kromoszóma
- A 2-es kromoszóma egy a 24-féle humán kromoszóma közül. Egyike a 22 autoszómának.

## A 2-es kromoszóma jellegzetességei
- Bázispárok száma: 243 018 229
- Gének száma: 1482
- Ismert funkciójú gének száma: 1246
- Pszeudogének száma: 690
- SNP-k (single nucleotide polymorphism = egyszerű nukleotid polimorfizmus) száma: 706 151

## A 2-es kromoszómához kapcsolódó betegségek
Az O.M.I.M rövidítés az Online Mendelian Inheritance in Man, azaz Mendeli öröklődés emberben adatbázis oldalt jelöli, ahol további információ található az adott betegségről, génről.

| Patológia                    | Öröklődés | O.M.I.M | Lokusz | Gén  | A gén által kódolt fehérje |  |
| ---------------------------- | --------- | ------- | ------ | ---- | -------------------------- |  |
| Udd-féle tibiális miopátia   |           |         |        |      |                            |  |
| Bardet-Biedl-szindróma       |           |         |        |      |                            |  |
| Joubert-szindróma            |           |         |        |      |                            |  |
| Holoproencephalia            |           |         |        | SIX3 |                            |  |
| Öves izomdisztrófia 2B típus | Recesszív |         |        |      |                            |  |
|                              |           |         |        |      |                            |  |
|                              |           |         |        |      |                            |  |
|                              |           |         |        |      |                            |  |
|                              |           |         |        |      |                            |  |
|                              |           |         |        |      |                            |  |
|                              |           |         |        |      |                            |  |
|                              |           |         |        |      |                            |  |
|                              |           |         |        |      |                            |  |
|                              |           |         |        |      |                            |  |
|                              |           |         |        |      |                            |  |

## Lásd még
- Kromoszóma
- Genetikai betegség
- Genetikai betegségek listája